# Lista de prefeitos socialistas dos Estados Unidos
Esta é uma lista de prefeitos de municípios dos Estados Unidos da América que são socialistas auto-declarados ou foram membro de algum partido socialista. Em 1911, estima-se que havia 28 prefeitos socialistas, número este que subiu para 34 em 1913.

## Lista de prefeitos
| Prefeito               | Início do mandato | Fim do mandato | Cidade                   | Partido                    |
| ---------------------- | ----------------- | -------------- | ------------------------ | -------------------------- |
| David Belgium          | 1976              | 1987           | University Heights, Iowa | Socialist Party USA        |
| C. Henry Bloom[I]      | 1933              | 1953           | Rockford, Illinois       | Rockford Progressive Party |
| John C. Chase[II]      | 1898              | Desconhecido   | Haverhill, Massachusetts | Socialist Party of America |
| Peter Clavelle[III]    | 1989 1995         | 1993 2006      | Burlington, Vermont      | Vermont Progressive Party  |
| Charles H. Coulter[II] | 1899              | Desconhecido   | Brockton, Massachusetts  | Socialist Party of America |
| Louis J. Duncan[IV]    | 1911              | October, 1914  | Butte, Montana           | Socialist Party of America |
| Parkman B. Flanders    | 1920              | 1923           | Haverhill, Massachusetts | Socialist Party of America |
| James B. Furber        | 1922              |                | Rahway, New Jersey       | Socialist Party of America |
| Irving Freese          | 1947              | 1951           | Norwalk, Connecticut     | Socialist Party of America |
| John H. Gibbons        | November, 1919    |                | Lackawanna, New York     | Socialist Party of America |
| Robert Gordon          | 1916              | 1917           | Barre, Vermont           | Socialist Party of America |
| J. Herman Hallstrom[V] | 1921 1929         | 1927 1933      | Rockford, Illinois       | Rockford Labor Legion      |
| Daniel Webster Hoan    | 1916              | 1917           | Milwaukee, Wisconsin     | Socialist Party of America |
| J.F. Johnston          | September, 1912   |                | Fairhope, Alabama        | Socialist Party of America |
| Bob Kiss               | 2006              | Atualmente     | Burlington, Vermont      | Vermont Progressive Party  |
| Thomas Van Lear[VI]    | 1917              | 1919           | Minneapolis, Minnesota   | Socialist Party of America |
| George R. Lunn         | 1911 1915         | 1913 1917      | Schenectady, New York    | Socialist Party of America |
| John A. C. Menton      | 1911              | April, 1912    | Flint, Michigan          | Socialist Party of America |
| Jasper McLevy          | 1933              | 1957           | Bridgeport, Connecticut  | Socialist Party of America |
| Robert Murray          | 1911              | 1915           | Toronto, Ohio            | Socialist Party of America |
| Alfred A. Perrine      | 1911              | 1913           | Mount Vernon, Ohio       | Socialist Party of America |
| E.E. Robinson          | 1911              | 1913           | Mineral Ridge, Ohio      | Socialist Party of America |
| Bernie Sanders[VII]    | 1981              | 1989           | Burlington, Vermont      | Independente               |
| Henry M. Schutte       | 1915              |                | Adamston, West Virginia  | Socialist Party of America |
| Emil Seidel            | April 6, 1910     | 1912           | Milwaukee, Wisconsin     | Socialist Party of America |
| William Shay           | 1911              | 1917           | Star City, West Virginia | Socialist Party of America |
| Peter Stewart          | April 3, 1912     | April, 1914    | Hartford, Arkansas       | Socialist Party of America |
| Ernst Gottfrid Strand  | 1916              | 1917           | Two Harbors, Minnesota   | Socialist Party of America |
| J. Henry Stump         | 1927 1939 1947    | 1931 1935 1943 | Reading, Pennsylvania    | Socialist Party of America |
| William Swoboda        |                   | April, 1932    | Racine, Wisconsin        | Socialist Party of America |
| Jackson Stitt Wilson   | 1911              | 1913           | Berkeley, Califórnia     | Socialist Party of America |
| John T. Wood           | 1911              | 1913           | Couer d'Alene, Idaho     | Socialist Party of America |
| Frank P. Zeidler       | 1948              | 1960           | Milwaukee, Wisconsin     | Socialist Party of America |